# 邦德嶺
70°16′S 65°13′E / 70.267°S 65.217°E
邦德嶺（英語：Bond Ridge）是南極洲的山嶺，位於麥克羅伯特森地，處於斯庫拉冰川北岸，屬於查爾斯王子山脈的一部分，由澳大利亞探險隊繪入地圖，現時由南極條約體系管理。